# Ortervirales
Ortervirales — это отряд, который включает все общепринятые виды одноцепочечных РНК-вирусов, которые реплицируются через промежуточное звено ДНК (группа VI), и все принятые виды двухцепочечных ДНК-вирусов (кроме Hepadnaviridae), которые реплицируются через промежуточное звено РНК (группа VII). Название происходит от реверса слова ретро.
Все вирусы с обратной транскрипцией обладают значительным сходством друг с другом. Их белки обратной транскриптазы имеют общее происхождение. Более того, белпаовирусы, метавирусы, псевдовирусы и ретровирусы имеют и другие общие черты. Их полимеразные белки сходны по структуре и включают аспарагиновую протеазу (ретровирусная аспартилпротеаза) и интегразу, принадлежащую к суперсемейству рекомбиназ DDE (см.Ген, активирующий рекомбинацию). Они также имеют сходные капсидные и нуклеокапсидные белки/домены. Каулимовирусы также имеют некоторые общие черты с белпаовирусами, метавирусами, псевдовирусами и ретровирусами, такие как гомологичная аспартатпротеаза. С другой стороны, семейство Hepadnaviridae, по-видимому, более отдаленно связано с вышеупомянутыми семействами.

## Таксономия
Данный порядок содержит пять семейств:
- Семейство Belpaoviridae — ретротранспозон LTR, семейство Bel/Pao
- Семейство Metaviridae — ретротранспозон LTR, семейство Ty3/gypsy
- Семейство Pseudoviridae — ретротранспозон LTR, семейство Ty1/copia
- Семейство Retroviridae — ретровирусы, например ВИЧ
- Семейство Caulimoviridae — вирусы дцДНК-ОТ, поражающие растения.

## Использованная литература
1. ↑  Таксономия вирусов (англ.) на сайте Международного комитета по таксономии вирусов (ICTV).
2. ↑  Mart Krupovic, Jonas Blomberg, John M. Coffin, Indranil Dasgupta, Hung Fan. Ortervirales: New Virus Order Unifying Five Families of Reverse-Transcribing Viruses // Journal of Virology. — 2018-06-15. — Т. 92, вып. 12. — С. e00515–18. — ISSN 1098-5514. — doi:10.1128/JVI.00515-18. Архивировано 12 июля 2022 года.
3. ↑  Taxonomy (англ.). International Committee on Taxonomy of Viruses (ICTV). Дата обращения: 23 мая 2018. Архивировано 20 марта 2020 года.
4. ↑  Jens H. Kuhn, Mart Krupovic, et al.: Creation of new order, Ortervirales, for 5 families of reverse-transcribing viruses Архивная копия от 19 августа 2022 на Wayback Machine, ICTV Proposal (Taxoprop) 2017.013D, DOI:10.1340/RG.2.2.24914.04804
5. ↑  Krupovic, M (2017). Homologous Capsid Proteins Testify to the Common Ancestry of Retroviruses, Caulimoviruses, Pseudoviruses, and Metaviruses. Journal of Virology. 91 (12). doi:10.1128/JVI.00210-17. PMID 28356531.
6. ↑  Krupovic, M (4 апреля 2018). Ortervirales: New virus order unifying five families of reverse-transcribing viruses. Journal of Virology. 92 (12). doi:10.1128/JVI.00515-18. PMID 29618642.